# 粟裕
粟裕（1907年8月10日—1984年2月5日），幼名继业，学名多珍:1，字裕，以字行，湖南会同人:4817。中国人民解放军的主要领导人之一。中国无产階级革命家、军事家:4817。中国共产党、中华人民共和国政治和军事人物，原副国级领导人。1955年被授予大將軍銜:4817，位于开国十位大将第一，并被同时授予一级八一勋章、一级独立自由勋章和一级解放勋章。当时毛泽东奖评粟是，淮海战争第一功。
粟裕曾就读于湖南省立第二师范学院。1927年加入中国共产党:4817。后加入中国工农红军，参与南昌起义、湘南起义，之后进入井冈山，参与全部五次反围剿战争。中央红军长征后留在南方组织游击战争。历任红军第一军营长、师长，第七、第十军参谋长，挺进师师长，闽浙军区司令员，参与开辟浙南游击根据地:4817。参与抗日战争。后任新四军第二支队副司令员、先遣支队司令员，新四军江南、苏北指挥部副指挥，参与指挥黄桥战役:4817。皖南事变后，历任新四军第一师师长兼政委，中央苏中、苏浙区委书记:4817。后兼任第六师师长，并参加车桥战役。第二次国共内战期间，历任华中野战军司令员，华东野战军副司令员、代司令员、代政委，第三野战军副司令兼第二副政委:4817。任第三野战军代司令兼代政委，与陈毅、刘伯承参加指挥苏中战役、宿北战役、鲁南战役、莱芜战役、孟良崮战役、豫东战役、济南战役、上海战役等。曾参加指挥淮海战役和渡江战役:4817。
中华人民共和国建国后，历任解放军总参谋长、国防部副部长、军科院副院长、第一政委，中共中央军委常委，第五届全国人大常委会副委员长:4817-4818。是中共第七屆中央候补委员、第八至十一屆中央委员:4818。粟裕于1958年军委扩大会议期间遭到批判並失勢，直至其去世十年后的1994年方才被完全平反。中共第十二次全国代表大会上当选为中央顾问委员会常委:4818。1984年2月5日，粟裕在北京逝世。

## 生平

### 早年生涯

#### 家乡时期
1907年8月10日，粟裕出生于湖南省会同县伏龙乡枫木树脚村。1913年，他入学私塾。据粟裕回忆，这时他读过《三字经》、《百家姓》一类启蒙读物，还念过《中庸》，背过《诗经》。:4 1918年，会同县农村地区闹土匪，粟裕一家遂举家迁入会同县城，粟裕由家乡私塾转入县城模范小学上学，后转入高等小学 （页面存档备份，存于）:6。粟裕成绩一直不错，但到高小读了两三年后，因父亲坚持让粟裕为家里管账，遂不能专心学业，而一次次留级。:5

#### 大革命时期与加入中国共产党
随后，因不满驻守的北洋军阀军队，高小学生發起学潮，此事极大地影响了粟裕:7。1924年1月8日，粟裕离家出走，同年3月，进入常德二师附小学习:9。1925年春，考入位于常德的湖南省立第二师范学校，被编入二十七班。 进入常德二师后，他加入了中国共产党领导的“学生会”，与当时学校中另一组织“体育会”相对抗。国民革命军开始北伐后，在党团领导下，粟裕等秘密传阅共产党思想书籍，并凑钱购买枪支弹药，迎接北伐军。1926年春，常德二师学生为反对开除滕代远学籍，发动大规模斗争，后来发生冲突，被称为“二师事件”:14。1926年11月，粟裕加入中国共产主义青年团，次年转入中国共产党。:6-17

### 第一次国共内战时期

#### 南昌起义、湘南起义与井冈山会师
1927年，蒋介石发动“四·一二”政变，常德二师校长被害，粟裕等学生被秘密转移到武昌，被安排到叶挺领导的24师教导大队，粟裕任学员班长:18。在教导队中，粟裕接受了严格的军事训练。同年，粟裕随教导队离开武昌，经大冶、黄石港向九江进发。途中，教导队改编，粟裕所在中队，被改编为警卫队，粟裕担任班长，该警卫队即后来南昌起义前敌委员会的警卫队。:18-23
8月1日，南昌起义爆发，粟裕参加策应三军军官教育团起义:22。起义后，粟裕随军南下广东，经过一个月长途行军，于途中在瑞金以北壬田寨、会昌接连参加两次战役。9月23、24日，部队进至潮州、汕头，遂停下休整。:23-24 然而，部队在随后的进攻中接连遭受失败，9月30日，粟裕随军撤出潮州，经转战随军经过1927年10月下旬“大庾整编”，共编成七个步兵连，粟裕任五连指导员（连长耿凯）。进至湖南宜章，在朱德、陈毅领导下，在当地开始进行土地改革。:23-24、34-371927年11至12月，粟裕任2连指导员（连长林彪）。
1928年1月20日前后，粟裕随南昌起义军进入湖南宜章。在宜章，南昌起义军朱德、陈毅部正式打出“工农革命军第一师”的旗帜，朱德任师长，陈毅任党代表、王尔琢任参谋长，该部发动湘南起义，并在当地进行土地改革，以及在坪石击败了国民革命军:41-43。 粟裕任工农革命军一师一团5连党代表。湘南起义后，朱德率军北上，向郴州前进，打败何键，并进占郴州。之后不到半个月时间，粟裕随工农革命军相继攻占永兴、耒阳、资兴等县城。1928年2月，中共中央受到“左倾”影响并由此影响了湘南形势，军事形势开始不利。3月间，朱德率军撤出湖南，向井冈山进军。:43-45
1928年4月下旬，粟裕随军到达井冈山，与毛泽东领导的军队会师:27。两支军队合编为中国工农红军第四军，朱德任军长，毛泽东任军党代表，陈毅任军政治部主任，王尔琢任军参谋长。1928年6月粟裕任28团3连连长。1928年8月粟裕任28团3连党代表。1928年12月粟裕复任28团3连连长。1929年3月粟裕任红四军一纵队第一支队3连连长。奉命带所部保卫红四军七大下台在闽西农村基层搞调查研究与养病的毛泽东。粟裕把全连百来号人马分为两拨，自己亲自带一部分跟在毛泽东身边，另一部分则安排在驻地附近活动，随时注意四周的动向。
1929年6月上旬任红四军一纵队第二支队党代表。1929年11月任红四军一纵队二支队政治委员。1930年6月，任红十二军第五支队支队长（红12军政委谭震林）。1930年8月，粟裕率领部队参加第二次尝试攻打长沙:40。9月12日，红军撤离长沙。次月4日，部队改为攻占吉安。

#### 五次围剿与反围剿战役
1930年11月1日，粟裕随军东渡赣江，进入东固地区:40。1930年11月 粟裕任红十二军第35师104团团长。国民革命军开始第一次围剿红军战役与富田事变同时爆发。富田事变的发动者红二十军与陈毅任军长的红二十二军同属于赣西南根据地系统。1930年12月，红二十二军缩编为第64师，粟裕临危受命任64师师长，政委高自立，该师直属于红一方面军，在攻打国军谭道源师战斗中担任正面攻击任务。1931年1月3日，该师击败谭道源部一个旅，国军三千余人被俘，此役后，中共取得了第一次反围剿战役胜利:42。在随后的中國共產黨第二次反圍剿戰爭中，1931年5月17日粟裕带红六十四师与黄公略的红三军一起，在板坑打败了公秉藩部。第三次反围剿战争中，粟裕在毛泽东、朱德领导下参加了多次战斗，全面击败对方三个师编制，并和蒋鼎文、蔡廷锴部进行血战。1931年9月调任红一方面军第四军参谋长（军长林彪）。1931年11月红一方面军创办中央军事政治学校，粟裕任学员连连长。1932年3月复任红一军团第四军参谋长。1932年12月任红一方面军教导师师长。:70-74
1933年1月，粟裕调任红十一军参谋长:44。同年，国军开始第四次对红军进行围剿。而此时，毛泽东已失去领导权，军队改由周恩来、朱德指挥。5月，在硝石战斗中，粟裕左臂严重受伤，养伤6个月，留下了终身残疾:77-78。1933年11月任红七军团参谋长兼20师师长。1934年7月，因红军在第五次反围剿战争中失利，粟裕调任北上抗日先遣队参谋长，此后该部与方志敏领导的红十军及地方武装合编，1934年11月成立红十军团任参谋长:60。但由于当时红军中左倾政策的原因，先遣队军事指挥出现失误，导致先遣队在怀玉山遭遇惨重失利，方志敏被俘，只有粟裕率小部分部队突围成功，粟裕右臂负伤，部队于是转入浙西南地区，转入游击作战。:80-851935年1月在中共闽浙赣省委和省军区帮助下，将谭家桥战役后的陆续会合的十军团残部组建为挺进师任师长、刘英任政委:67。

#### 南方三年游击战争时期
挺进师组建完成后，粟裕率部南下浙西南，开始了浙南三年游击战争。三年中，粟裕率部进行了多起艰苦战斗，建立了中共浙西南游击根据地。1935年8月粟裕与叶飞独立师会合。其间，由于党内一些分歧，发生了刘英命令粟裕囚禁叶飞的南阳事件。:117-122、133
1936年后，浙西南红军进一步扩大了根据地:79。
1937年5月，在延安召开了全国苏区代表会议。中共中央总书记张闻天致开幕词时，首先庄重地宣布悼念在以往斗争中牺牲的同志们。粟裕被排在了以李大钊为首的烈士名单上的第34位。

### 抗日战争时期

#### 黄桥战役与皖南事变

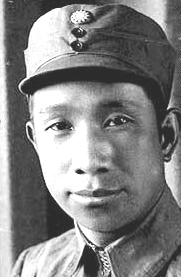
抗日战争初期任新四军第二支队副司令员的粟裕

1937年，抗日战争爆发后，南方八省游击队改编为新四军。1937年9月，浙西南红军与国民政府谈判达成协议，部队改编为“国民革命军浙闽边抗日游击总队”:96。1938年初，该部开赴皖南，整编为新四军第二支队第四团第三营，粟裕担任新四军第二支队副司令员，挺进江南敌后:103。1938年6月，他率部在韦岗伏击日军，并首战告捷:97。次年，粟裕相继指挥水阳镇伏击战、横山战斗、官陡门战斗、狸头桥战斗伏击日军:111-113。8月，新四军江南指挥部成立，粟裕担任副指挥:123。11月11日，与陈毅一起命令陶勇、卢胜率第四团团部及第二营渡江北上，开辟江北抗日根据地:124。1940年7月，陈毅、粟裕率新四军7000多人，挺进苏北。9月，新四军创建了以黄桥为中心的苏北抗日根据地，粟裕任副总指挥:128。粟裕所部新四军，不仅在苏中地区与日军作战，还多次与国民政府军发生摩擦，其中较大的为黄桥战役和天目山战役。:159-165
1940年，粟裕率领所部新四军进入苏北。当时新四军实行“向南巩固、向东作战、向北发展”的战略。因蒋介石、顾祝同为新四军划定防区非常狭窄，不利于新四军作战及发展；因此，新四军决定向防区外发展。1939年5月，陈毅派遣叶飞率领第六团赴江阴、无锡、常熟地区活动，而新四军的茅山抗日根据地也开始具有一定规模。陈毅、粟裕遂决定，陆续派遣部队北渡长江，向长江北岸发展。:159-163

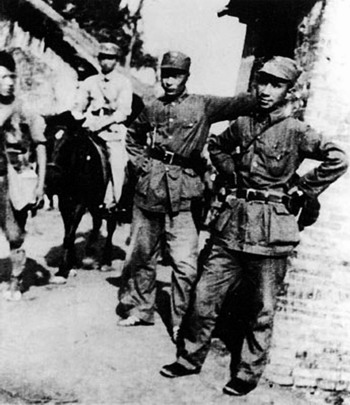
1940年，陈毅与粟裕在黄桥战役前夕

粟裕率新四军进入苏北发展后，和韩德勤发生过多次摩擦，虽然规模不是很大，但严重阻碍新四军发展。1940年5月8日，陈毅向中共中央报告：“解决苏北问题，应先向省韩（指韩德勤）下手。”1940年7月，新四军取得郭村战斗胜利，并通过此战，孤立了韩德勤。后来，新四军采取了退让姿态，获得了舆论支持，也达到诱敌深入的目的。9月30日，新四军撤出姜堰。然而，这也到达了新四军的底线，黄桥战役随即发生。:169-171 从10月3日至10月6日，粟裕指挥新四军经过多次战斗，此役国军主力12个团，保安第十六旅全部，保安第三旅、保安第五旅各一个团被歼灭，共计一万一千余人，国军第八十九军军长李守维、独立第六旅旅长翁达及旅、团长数人阵亡，俘虏国军三十三师师长孙启人，九十九旅旅长苗瑞林、一一七师参谋长等师、旅、团军官30余名，下级军官600名；缴获长短枪3800余支，轻、重机枪189挺，山炮3门，迫击炮59门及大量弹药和军需物资，新四军取得胜利。:186
黄桥战役的直接反应即为皖南事变。1941年1月，新四军军部和皖南部队等九千余人在向长江以北转移时，遭到顾祝同與上官云相的八万国民革命军围攻。军长叶挺谈判期间被扣，副军长项英在突围时被杀。蒋介石在撤销新四军番号后的三日，中国共产党宣布重新组建部队。陈毅为代军长、刘少奇为政委，粟裕则任新四军第一师师长（后兼政治委员）、苏中军区司令员兼政治委员。:159-165 皖南事变后，新四军受到一定程度打击，但主力未受损。经过几个月作战与发展，至11月底，新四军已有数支主力到达苏北，控制了长江渡口，新四军跨长江两岸，占据有利态势。:164-166

#### 车桥战役及对日攻势作战

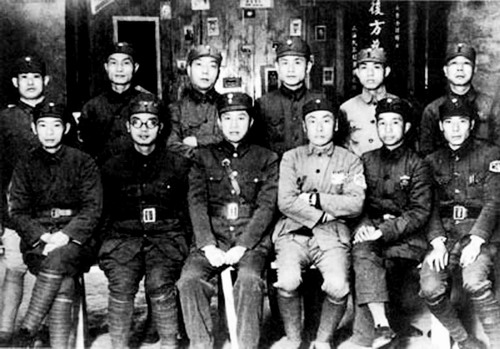
1940年，曾参加南昌起义的新四军干部在皖南合影。前排左起分别为周子昆、袁国平、叶挺、陈毅、粟裕

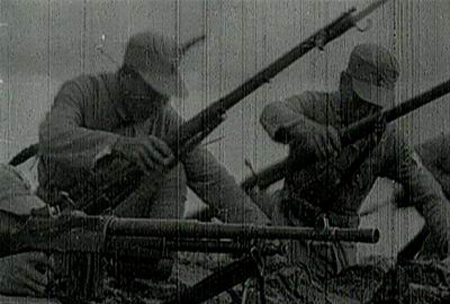
新四军在车桥战役战场上

1941年2月，国民党苏路皖边游击军副总指挥李长江，率第1至第7纵队在泰州城公开投降日军:148。粟裕任讨逆总指挥，率新四军第一师主力发起战役，两日后攻克泰州城，除李长江残部数百人撤离，余部五千余人被全歼:149。同年4月，苏中军区正式成立，粟裕兼任苏中军区司令员。此后，他率部指挥盐阜苏中战役、苏中反“清乡”斗争并取得胜利:151-156。同年12月26日 ，粟裕与楚青结婚:162。1942年3月，第一师与第六师合并，统一由粟裕指挥:165，随后他组织部队参加斜桥伏击战、石港攻坚战、谢家渡战斗等伏击日军。此后新四军整合苏中军政领导系统，成立苏中区党委，粟裕任书记:166，组织该部的反“清乡”斗争。
1944年春，侵华日军为了打通大陆交通线，陆续向南线增加军队。苏中日军由于兵力不足，只得收缩防区。1943年6月23日，粟裕奉命前往新四军军部所在地黄花塘参加整风会议和汇报工作。粟裕有意识地选择路线，对沿途地形、敌情进行实地调查，初步有了发动车桥战役的计划。:228-229 同年2月，新四军苏中区党委召开第五次扩大会议，全面分析形势后，同意粟裕关于发动车桥战役的建议，随即召开团以上干部会议，具体研定作战方案。:229 会议决定，新四军先攻车桥，再取泾口，由第一师和第三师参与。在指挥上，师前方指挥部与一分区司令部暂时合并，组成野战司令部。粟裕负责全局，叶飞负责战场指挥。:229 战役之前，新四军在南线东台三仓地区进行牵制作战，麻痹了敌军。:232
1944年3月5日凌晨1时50分，车桥战役正式发起，新四军首先进攻车桥日军据点。新四军利用夜暗，从日军外围据点之间直插车桥，快速攻占日军围墙上的碉堡，并迅速攻入镇内。新四军突然袭击，使日军完全陷于被动。经激烈战斗，新四军对日军驻守的土圩及碉堡展开攻击。下午，淮阴、淮安、涟水等地日军，合汪精卫政权部队共700余人，分批在淮安集结，乘汽车向车桥增援。在韩庄、芦家滩一带遭到新四军阻击，新四军又从日军侧后出击并展开白刃战，日军伤亡惨重，并大部被灭。:231-234 同时，在战役过程中，新四军第三师一部攻克涟水、车桥之间的朱圩子据点，歼灭伪军300余人。:232-234 此役中，日军大佐以下465人阵亡、24人被俘、汪精卫部队中483人死亡、168人被俘。此役亦打通了中共苏中与苏北、淮南、淮北地区战略联系，巩固和扩大了苏中抗日根据地，实现了苏中抗战形势根本好转。紧接着，新四军于1944年在苏中发起一系列对日战役，先后歼灭日军、汪精卫部5万余人，攻克、逼退对方据点60余处。:235

#### 天目山战役与战略转移
1944年12月，粟裕率新四军第1师主力南渡长江，任苏浙军区司令员兼政治委员，后又兼中共苏浙区委员会书记，巩固和发展了苏南、浙东抗日根据地，开辟了浙西抗日根据地:233。新四军的南渡发展，使得国共矛盾冲突再次发生。从1945年3月至6月，新四军在浙西天目山地区，主要在孝丰（今安吉县丰城区），和国军进行了三次作战，新四军均取得胜利。:245:242-248 这是从游击战转变为大兵团正规战的一次纯熟战例。毛泽东对周恩来等人说：“粟裕同志将来可以指挥四五十万军队”，毛亲自提笔起草文电，将这一仗作为范例通报全军学习。

### 第二次國共內戰时期

#### 国共谈判时期
抗战胜利（1945年8月15日日本宣布无条件投降）后，尽管国共双方的和平谈判筹划开始，但国共矛盾仍然十分突出。1945年8月，粟裕向中共华中局报告，判断日本投降后国民党部队即将进入京沪杭地区，反内战阶段即将到来:222。他主张“苏南为南京外围，在内战条件下，四面受敌，地形不利，不能长期作为我军之根据地”，并提出“现在一面应准备作坚持苏南、浙西、浙东现有阵地之打算，一面应即作建立新根据地之打算”。次月月初，华中局建立苏浙区党委，统一领导苏浙地区工作，以粟裕为书记。粟裕在组织苏浙军区部队和地方干部北撤的准备，同时进行坚持江南部队部署:223。10月初，粟裕率领苏浙军区部队六万五千余人分批渡江北上，到达苏中地区:224。
1945年10月6日，华中局向中共中央汇报苏中地区组织方案，提出“华中分局以邓子恢、谭震林、粟裕任常委，军区以粟裕为司令员”，并得到批准。粟裕得知后，两次请求中共中央由张鼎丞任司令，自己改任副职:226。11月，华中军区和华中野战军组建成功，下辖8个军分区，第六、第七、第八、第九共4个纵队（第九纵队自成立时起一直归陈毅山东野战军直接指挥，司令员张震）。12月，组织发起高邮邵伯战役，并取得胜利。次月组织陇海路东段战役，打通中共部队在华中与山东地区的联系。此后，粟裕着手对华中野战军进行一系列的整编活动，部队扩充为两个师、三个纵队:244。
1946年5月，粟裕与张鼎丞、邓子恢、谭震林、曾山联名发电报给新四军陈毅军长和中央军委，全面分析华中地区敌我战略态势，提出华中战略区在全面内战爆发后实行内线作战的设想:246。

#### 苏中战役

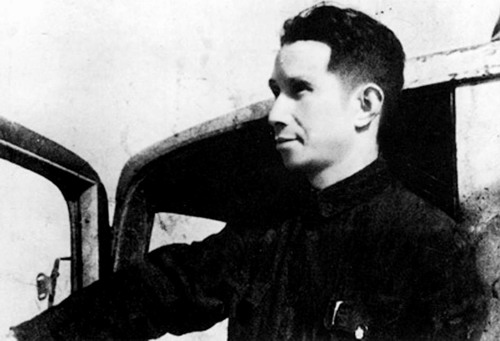
在苏中战役前线指挥的粟裕

国共谈判破裂后，国军开始大举进攻有极大战略价值的苏中地区，粟裕经反复考虑，决定在内线打击国军，大量消灭国军。:283 他于6月连续向中央发电请示在苏中进行作战，并得到中央军委的批准。而此时国军以武器先进為由，而輕忽江北的共军:256。虽然国军第一绥靖区司令李默庵在此时也进行了作战计划，其作战计划却被泄露至美国特使马歇尔手上，导致后者要求蒋介石放弃进攻；此遭使得粟裕把握了战争的主动权:257-258。1946年7月13日，粟裕发起苏中战役，战役至8月31日结束。首战宣泰战斗起，至如黄路战斗结束，历时50天。战役先后经历宣泰战斗、如南战斗、海安战斗（海安防御战）、李堡战斗、丁林战斗（丁林攻坚战）、邵伯战斗（邵伯保卫战）、如黄路战斗（如黄路遭遇战）七次战斗。
7月10日，粟裕决心集中第1师、第6师、第7纵队于宣泰地区，打击李天霞的国军第八十三师:259。7月13日夜，解放军华中野战军以5倍于敌之优势向宣家堡、泰兴发起攻击。攻击中发现整编第83师第19旅第56团和旅属山炮营已于13日进驻宣家堡，原驻宣家堡1个营已调往泰兴，因此，宣家堡、泰兴之守军均已增至1团建制。华中野战军将第1师攻击宣家堡增值3个团。14日夜一举突破，国军第19旅56团及旅属山炮营全部被歼。同时，第6师也增加了1个团继续攻击泰兴，到16日晨，除泰兴核心阵地庆云寺由國軍第57团团部率少数部队固守待援外，该团大部及旅属山炮营被歼灭。此战后，国军3000余人被歼，其进攻部署被打乱。:290-291:258-260
国军司令李默庵发现华中野战军主力在宣泰地区，急令整编第65师、第69师第99旅、第49师、第99旅以及整编第83师、第25师各一部进行阻援，意图三路夹击华中野战军。其中，第49师、第26旅进至如皋以南之鬼头街、田肚里地区，第79旅进至宋家桥、扬花桥地区，意图合击如皋。:291:260 粟裕于是命令华野主力迅速秘密东移，腰击北进國軍于如皋以南地区。15日晚，华野第1、6师等部远距奔袭强行军至如皋以南。18日晚开始围攻，次日后，除第49师师长王铁汉率百余人突围外，国军第49师师部及第26旅全部被歼:261。20日，国军第79旅大部被歼。21日，华中野战军撤出战斗，此役中国军被歼上万余人，华野缴获长短枪4000余支，轻重机枪500余挺。:292-295
如南战斗结束后，华野主动放弃如皋，转至海安附近地区休整待机，国军第65师、第49师105旅占领如皋。此外，李默庵又调入第21师至如皋地区，第65师之第160、第187旅，第25师148旅、第83师第63旅由姜堰东进，准备合击海安。:295 同时，中共中央军委于7月30日电示粟裕：“反击敌人，总以打胜仗为原则，宁可丧失一些地方，不可举行勉强的无把握作战”。据此，华野决定将主力转移至海安东北地区继续休整待机，以第7纵队4个团结合地方武装在海安以南进行运动防御。该阻击部与國軍进击部经过四昼夜激战。此战华中野战军伤亡200余人，國軍伤亡3000余人。8月3日，华野退出海安。:297
国军占领海安后，李默庵错估“苏北共军大势已去”:265，遂决定重新调整部署，分兵对泰州、海安以南地区及海安以东的李堡、角斜地区展开“清剿”。:266 粟裕与华野指挥部决定以已休整两周的主力乘国军分兵之机，首先突击薄弱且暴露的右翼、国军第105旅。同时将淮南第五旅东调，与华中军区特务团作为预备队，准备参战。:297-298 8月10日，华野趁国军105旅与新编第7旅换防之际进行突击，次日新7旅全旅与105旅大部被围困，八千余人被歼。:298-299:266-267
李堡战斗后，国军被迫调整部署，并加强点线守备，将第49师残部及第65师主力置于海安、如皋地区，整编第83师位于泰州、曲塘地区，以全部美式装备的交通警察第7、第11总队总计7个大队至于丁堰、林梓地区；以捍固占领区域。:268 同时，准备以整编第25师由扬州、仙女庙地区乘隙再进攻邵伯、高邮。:300 华中野战军则乘國軍力分散、侧后空虚之机，以第1、第9军分区部队佯攻黄桥，进逼南通，迷惑國軍；主力第1师、第6师和第5旅则自还如、如皋东侧隐蔽南下，于8月21日夜间向丁堰、林梓之国军各交通警察各部发起奇袭。:262-264 激战至22日，除丁堰地区1个大队逃往东陈镇，其余各部（国军交警第7、第11总队）伤亡1500余人，两千余被俘，华野缴获长短枪1000余支，轻重机枪130余挺，并打通西进泰州、扬州作战的通道。:301-302
23日以后，为配合宿县东进已占领睢宁的国军向淮阴进攻，李默庵决定以驻扬州的第25师沿运河向邵伯、高邮进攻；将黄桥守军朱志席的第99旅东调皋如，准备会同皋如、海安部队北攻东台。:304 粟裕则采取“围魏救赵”的战法，除以华中野战军第10纵队、皮定均旅和第2军分区部队配合下坚守邵伯外，以第1、第6及第5旅等通过通榆公路西进，进逼泰州、黄桥，围点后攻打回援的第25师。此后，除乔墅第一线阵地被25师突破外，其余各阵地未被突破，25师被迫退出战斗。:271 此战中，国军伤亡两千余人，华中野战军各部伤亡一千余人。:305-308
与此同时，8月25日，国军第99旅、79旅的1个团东进途中，与华野主力在如皋、黄桥交界处遭遇，经过短促激战，华野主力分别将国军187旅、第99旅包围。粟裕先集中第6师、第1师等4个旅连续进攻并最终全部击败第99旅:270；随后调华野第1、18旅等共15个团围攻国军第187旅和第79旅1个团，国军除千余人逃回如皋，其余全部被歼:271。此后华野第5旅向西逼近黄桥，31日，黄桥国军第160旅计1个营另1个连投诚，如黄路战斗结束，国军损失1.7万人，内被俘1.2万人。
粟裕指挥华东野战军主力3万余人，与12万美械装备的国军作战七次，每战均集中绝对优势兵力分而攻之，50余日内，歼灭国军6个旅和5个交警大队共计5.3万余人，华野七战七捷，此次战役被称为“苏中七战七捷”，粟裕名声亦因此大震。中共将其作战经验通报全军，要求各区“仿照办理”。朱德說：“粟裕在苏中戰役中消滅的敵人，比他自己的兵力還多。”:310 而国军方面，李默庵率部占领盐城等地，使得解放军退出苏北，确保南京等地的战略安全。此战国军损失惨重，但亦达到其战前目的。:271-274

#### 宿北战役
1946年9月，粟裕指挥的华中野战军和陈毅指挥的山东野战军领导机构合并，10月11日，毛泽东专门给新四军兼山东军区发电报称：“陈（陈毅）张（张鼎丞）邓（邓子恢）曾（曾山）粟（粟裕）谭（谭震林）团结协和极为必要。在陈（陈毅）领导下，大政方针共同决定（你们六人经常在一起，以免往复电商贻误戎机），战役指挥交粟负责”。合编之后，为了进一步在淮北地区打开局面，陈毅、粟裕决定发动一次大型战役。12月15日至19日，粟裕指挥山东野战军主力及华中野战军一部发起宿北战役。10月15日，粟裕先对冒进的国军整编第69师发起进攻，将国军包围于宿迁北部之嶂山一带。同时，粟裕派出部队对增援的国军整编第11师等部队进行阻击，国军整编第11师被山东野战军第一纵队和第八师各一部击退。至19日，国军第69师师部和3个半旅共2.1万人全军覆没，第69师师长戴之奇自杀，副师长饶少伟被俘。:327-335:198华野伤亡8000人。

#### 鲁南战役
宿北战役后，解放军华东野战军为了进一步摆脱被动局面，粟裕开始筹划在解放军控制区域内再进行一次战役。经过反复酝酿，解放军最后决定在山东南部举行一场战役，希望击败国军整编第二十六师和快速纵队。:345
为了做好准备，粟裕将华东野战军分为左右两个纵队，隐蔽北上，于1947年1月1日进入了指定集结地域。1947年1月2日22时，解放军提前两个小时突然对国军第26师发起进攻:198-200。国军在解放军控制区域内遭到封锁，对解放军的作战行动毫无察觉，国军师长马励武过年未归，离开了指挥位置，导致战斗一打响，国军就失去统一指挥，仓皇应战。很快，解放军就完成了对国军的的战役合围和战术分割。国军在解放军的进攻下，组织兵力反击，进行炮火阻拦，坦克支援，但均没能遏制住解放军的攻势。1月3日晚，解放军左右两纵队向国军发起总攻。经过彻夜激战，1月4日晨，国军第26师师部及两个旅大部被歼，残部及第一快速纵队被解放军紧紧包围于陈家桥、贾头、作字沟狭小地区。:348-349
国军第一快速纵队号称“国军精华”。1月4日上午，解放军冒着雨夹雪向该纵队发起进攻。国军派出飞机支援地面部队，但解放军已经掌握了国军的空投联络标志，于是布置了假的地空联络标志，导致部分物资空投到了解放军阵地上。10时左右，国军开始突围，解放军遂发起攻击，快速纵队之第八十旅大部被歼于陈家桥以西地区。解放军继续对国军发起猛烈追击，至下午3时，国军除了7辆坦克逃出外，第26师和第一快速纵队全军覆没，26师师长马励武被俘，鲁南战役第一阶段结束。:349-350
在解放军围攻峄县的同时，华野第一师对枣庄发起了攻击，因进展迟缓，第八师一个团也加入战斗。1月19日下午，解放军对枣庄的国军发起了总攻。解放军突入市区，与国军展开逐屋逐堡争夺。至1月20日13时，国军枣庄驻守部队第55师师部及两个团全部被歼，师长周毓英被俘，此前逃到枣庄的残余7辆坦克又全被缴获。鲁南战役至此全部结束。:352-355
粟裕指挥的华东野战军发起鲁南战役，以伤亡8000余人的代价，导致美式装备的国军第26师、第一快速纵队、51师、52师一个团共5.3万余人被歼，其中第26师师长马励武、第一快速纵队步兵第80旅旅长车藩如、第51师师长周毓英、副师长韩时儒、第123旅旅长李玉堂、第114旅旅长李步清以下3.6万余人被俘。此外解放军缴获了大批武器装备：坦克24辆，各种大炮217门，汽车474辆，轻重机枪1048挺等，华东野战军战后即以此物资建立了特种兵纵队，陈锐霆任特纵司令员。此役开创了解放军在一场战役中全歼国民党两个整编师（相当于军）五个旅和一个快速纵队的先例。:339:200

#### 莱芜战役

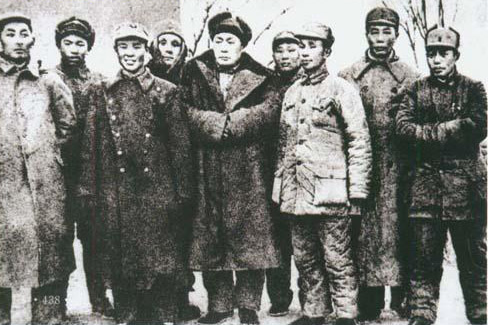
1947年，华东野战军领导人合影。左起：叶飞、丁秋生、韦国清、邓子恢、陈毅、唐亮、粟裕、陈士榘、谭震林。

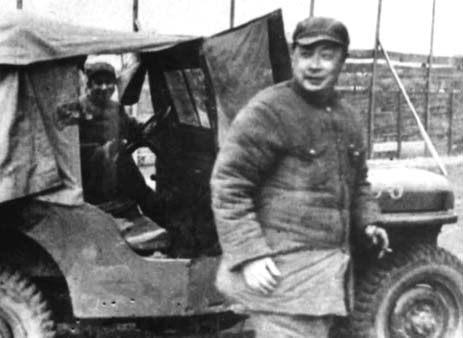
1947年2月，陈毅和粟裕在莱芜战役战场上。

1947年1月23日，中共完成了山东野战军和华中野战军的合编。粟裕担任新组建的华东军区、华东野战军副司令员，代号“502”:314。
鲁南战役后，国军采取南北对进的方式对解放军发起进攻。在分析了局势之后，粟裕决定在对南下的国军李仙洲集团发起一次大规模战役，以打破国军的进攻。:364-365 国军一方亦制《鲁南会战计划》，意图在鲁南地区再次决战。:275
解放军经过休整，于1947年2月10日主力北上，同时为了对国军进行迷惑，华野节节抗击南下的国军，使国军没有判明解放军北上的意图。国军持续南下，在解放军的抗击下，相继进占莱芜、临沂。至2月23日，解放军已经完成了总攻准备。:364-365 2月20日13时，解放军6纵因国军即将越出伏击区域，遂提前两个小时对国军第77师发起攻击。至次日拂晓，华野8、9纵队发动全攻，国军第77师全部被歼。当日下午，华野第1纵队攻占莱芜以西、以南诸村落，第6纵队击败了由青石桥南援口镇的一部国军。:374:278-280
1947年2月20日至23日下午5时许，粟裕指挥华东野战军发起莱芜战役，國軍李仙洲兵团一个绥靖区指挥所、2个军、7个师，共6万余人被歼，李仙洲亦被俘，仅第73军军长韩浚率千余人逃脱，之后也被解放军俘虏。:378
国军陷入了解放军的包围，王耀武指示李仙洲突围。2月22日下午，国军一部做试探性突围；次日国军即发动大举突围，解放军随即占领莱芜，并截断了国军北撤的道路。同时，解放军埋伏在国军两翼的军队对行进中的国军发起猛攻。五万多国军被包围在芹村、高家洼东西仅三四公里、南北仅一二公里的狭小地域。这时，与解放军有联系的国军第46军军长韩练成在解放军安排下策应解放军行动，在国军突围一开始，就离开了指挥位置，导致了国军的更大混乱。粟裕下令解放军不断缩小包围圈，同时对国军实施密集的炮火突击。解放军对国军进行穿插，乘乱分割国军。:378 2月23日下午5时，李仙洲集团全军覆没，李仙洲被俘，莱芜战役结束。:378

#### 孟良崮战役

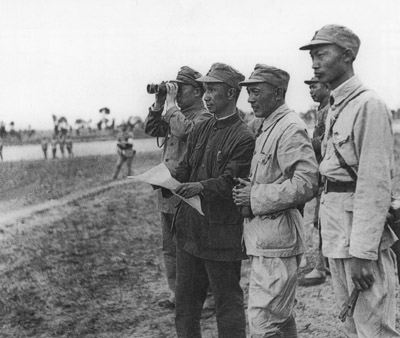
1947年，粟裕（左二）在指挥孟良崮战役

国军第2绥靖区长官王耀武得知李仙洲及其所率的两个军被全歼后，担心华野乘势进攻济南，于是急忙将位于胶济线上之第12军撤回济南，华野乘胜攻占了胶济路西段两侧之城镇10余座。:383 而此时，国军在接连遭遇全面进攻失败后，决定重点进攻山东和陕北的解放军。在山东，国军采取齐头并进的方式。粟裕率领华东野战军运用“耍龙灯”的战术寻找战机，最终成功将孤军突出的国军整编74师诱上孟良崮。:394-395:285
在山东聚集的国军超过40万人，国军83师、65师、25师等部队奉命支援整编74师，却无人能突破解放军的防线支援张灵甫部。11师师长胡琏距离太远支援不及。25师师长黄百韬则被华野6纵困于覆浮山、天马山，损失万余人。:287近在咫尺的83师师长李天霞和张灵甫有宿怨，虽然早在5月11日之前就接到掩护74师的命令，却只在战前派了19旅57团下的一个连携带电台接近74师冒充是执行掩护的19旅，并命令最靠近74师的57团团长罗文浪可以随时撤退。57团是八十三师中装备最差的部分，但是罗文浪为了免做战后李天霞的替罪羊，最后仍然与74师会合，并在坚守孟良崮时一同被歼。:396-398

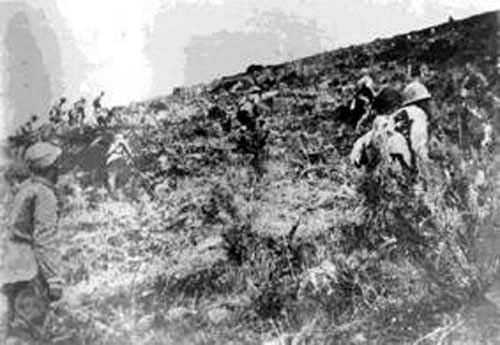
孟良崮战役中的华东野战军

在解放军方面，陈毅、粟裕表现出非常坚决的态度，对于部下的命令是不惜一切代价消灭74师。陈毅说道：“蒋介石拼死和我们决战，把我们反包围了，情况十分严重。现在成败在此一举，要不惜一切代价吃掉74师，拿下孟良崮。你们打掉一千，我给你们补一千，打掉两千，我给你们补两千，那怕纵队打光了，只要把敌人消灭也在所不惜。我给你们补充，恢复你们的番号。谁攻上孟良崮，谁就是英雄！现在只有冲锋，后退就是死亡。”:396-398 5月16日下午三时，华东野战军完全攻占孟良崮主峰，国军整编74师1.2万人伤亡，1.9万人被俘，张灵甫阵亡
孟良崮戰役，华东野战军从国军40万重兵集团中，割裂出國軍精锐、号称“王牌中的王牌”的全美械装备的國軍74師张灵甫所部3万2千余人予以完胜，此次战役成为中国人民解放军战史之经典。:398-399战役结束后，华野厚葬了张灵甫，并从容撤离出国军的反包围。:291-292

#### 转入外线作战与沙土集战役
1947年7月，华东野战军奉命分兵两路，许世友、谭震林率2、7、9、13纵队组成内线兵团，陈毅、粟裕则率领华野1、3、4、6、8、10纵队等，组成外线兵团，开始转入外线作战。由于准备仓促，加之连降大雨，解放军弹药受潮，华野副司令员粟裕率军转入外线后，在南麻、临朐战役中和国军打成了消耗战，未能完成战役目标，华野上下有意见，粟裕主动向中央检讨。毛泽东复电：“粟裕同志支午电悉。几仗未打好并不要紧，整个形势仍是好的。请安心工作，鼓励士气，以利再战。”1947年8月24日毛泽东通电全军：“我华东军在第一年作战中，已表现自己为全国各区战绩最大的军队。”毛泽东将华野分为两部，主力部分交给粟裕：“山东主力现在西边，请考虑粟裕同志带炮兵主力速去鲁西南统一指挥该五个纵队。”剩下四个纵队则由陈毅负责：“陈率六、九纵俟水退后，迅速转至东边与二、七纵会合，从反面钳制鲁中、鲁南之敌。”
为了改变战局，是年9月，粟裕发起沙土集战役，经过数日激战，华野给国军整编第五十七师以沉重打击，扭转了局面。此战成为华东战区的转折点。:405、419-420:213-214

#### 豫东战役

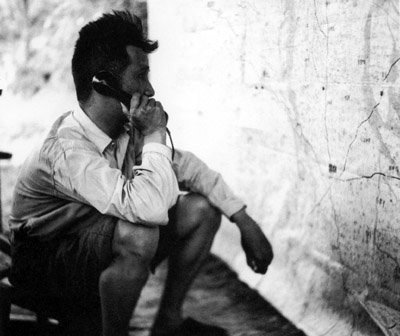
1948年，粟裕在豫东战役指挥所进行指挥

1948年5月，粟裕前往晋察冀参加城南庄会议，商讨组建东南野战军跃进江南战略行动。毛泽东破例迎出门外，欢迎十七年未见过面的粟裕，并宴请。经过交换意见，毛泽东未采纳了粟裕不率华野一兵团过江的战略建议，甚至提出“可另换统帅”的建议，但在陈毅的坚持下，毛泽东最终做出可延缓四至八个月渡江的决定。但同时毛泽东要求粟裕在此期间单独完成歼敌任务，并在稍早之前决定陈毅转往中原局工作。仅保留陈毅华野司令员职务。1948年5月，中共中央决定重建中原军区，陈毅须前往中原军区工作，任中原局第二书记，“建立中原军区及中原局经常工作”。中共中央决定，陈毅不在位期间，由粟裕代理华东野战军（不含华东野战兵团与陈唐、韦吉兵团）司令员和政治委员职务，指挥华东野战军外线兵团（原华野1、4、6纵队）。
为了进一步在国民党控制区内打开局面，实现在长江以北大量歼敌的目标，粟裕决定发动一次较大型的战役。6月间华东野战军西线部队在中原野战军配合下，出其不意的攻占河南省会开封，并在睢县杞县地区围攻消灭区寿年兵团，最后在给予黄百韬兵团以打击后成功撤退。:298-299:222
起初，华东野战军遵照命令将消灭国军第5军和18军作为自己“夏季作战之中心目标”。粟裕计划先消灭第5军，之后再消灭18军。粟裕原计划在运动中，在鲁西南南北夹击围歼第5军，并已开始调动部队，陈士榘、唐亮帅2个纵队从5月24日起由许昌向淮阳方向运动，粟裕亲自指挥华野5个纵队也在5月底南渡黄河，进至鲁西南地区，准备实施南北夹击第5军的计划。而国军此时从苏北地区增调重兵应对粟裕的南下行动，第5军回师鲁西南，另外4个整编师连同18军一同北上增援，使得鲁西南地区集中了10个整编师的国军兵力，以寻求与华东野战军主力决战。:366
粟裕鉴于国军兵力集中，又地形不利，不易围攻第5军，而华东野战军陈士榘、唐亮兵团第3、第8纵队距中原战略要地、河南省会开封仅1日行程，且守军仅1个66师及一些保安部队3万余人，虽然开封城筑有较为完善的防御工事体系，但由于地区平原地区，城内外缺乏制高点，不利于防守，华野攻占开封比较有把握。粟裕因此立即改变计划，奇袭开封。由于突然改变计划，粟裕还于6月16日致电中央军委请示，6月17日，粟裕得到回电“情况紧急时，独立处置，不要请示”。1948年6月17日解放军华东野战军2个纵队发起对开封城的全面进攻，18日攻占城外国军所有据点，19日凌晨解放军攻破国军城防，攻入开封城内。至20日晚，攻占了除核心阵地古龙亭、华北运动场以外的全部市区。:366-367:433
21日晚，解放军发起最后攻击，至22日早晨，解放军攻占国军龙亭核心阵地，结束开封战斗，全歼国军守军3万余人，国军整编66师师长李仲辛阵亡，河南省政府主席刘茂恩逃脱。围攻开封期间，华东野战军和中原野战军多路阻击附近的邱清泉、孙元良、胡琏等兵团。同时让许世友的山东兵团围攻兖州，韦国清的苏北兵团攻克海州以西阿湖等地，后发动第三次涟水战役，以配合豫东战局。:433:366-367
开封失守，震动南京，蒋介石立即调集重兵以求夺回开封。蒋介石除了严令邱清泉率兵继续西进外，还命令第六绥靖区副司令区寿年率整编第72和75师，向北攻击，寻求与解放军华东野战军在开封决战。粟裕得到消息后，决定放弃开封，寻求消灭国军援军。6月26日晨，华东野战军撤离开封，一部隐蔽集结于睢县、杞县地区，准备消灭区寿年兵团。当区寿年兵团和邱清泉兵团来开距离后，粟裕抓住时机准对实力较弱的区寿年兵团实施夹击，同时组成阻援集团，在杞县以西地区阻击邱清泉兵团东援。29日完，解放军华东野战军突击集团向区寿年兵团兵团部及整编第75师发起攻击。激战至7月2日，全歼整编第75师，俘区寿年和75师师长沈澄年。:448:367
黄百韬的整25师原本要北上解被许世友围困的兖州。区兵团陷入重围后，国军于6月29日临时在滕县组成黄兵团改援豫东。7月1日黄兵团出人意料的到达了战场腹地，重创中野11纵。粟裕于是抽调主力华野1纵(叶飞)、4纵(陶勇)、6纵(王必成)、8纵及两广纵队，转兵帝丘店猛攻黄兵团，此时华野部队经过连续作战，部队疲乏，减员不少，亟待休整补充。粟裕此时也要求部队“咬紧牙关，坚持下去，不怕伤亡，克服困难”，给予黄百韬兵团以打击后再撤退。同时，粟裕命令2个纵队阻击邱清泉兵团，1个纵队监视整编第72师。:452-454:368
黄百韬在帝丘店地区亲自带队冲锋，发动逆袭，黄本人负伤，黄兵团虽然伤亡惨重。战斗自7月3日至4日，华野部队将黄百韬兵团压缩在以帝丘店为中心的狭窄地区，并消灭了其整编第72师第16旅。但与此同时国军邱兵团绕到华野包围圈背后。粟裕决定撤退，华野和中野各部队于7月6日晚撤出战斗。豫东战役共持续了二十日，国军伤亡、投降达五万余人。:389:452-454:224:304

#### 济南战役
1948年8月，粟裕率华东野战军的外线部队回到山东，与内线部队会合:304。9月16日，华野在豫东和兖州两大战役之后发动了济南战役。粟裕统一指挥攻城和打援，许世友和谭震林率部分东、西两个集团对济南实施钳形突击:458-459。
主攻的西集团由宋时轮、刘培善指挥的10纵，攻占机场和商埠；助攻的东集团由聂凤智、刘浩天指挥的9纵进行，原定其首先占城东要点，尔后协同西集团攻城。聂凤智擅自将“助功”的命令改为“主攻”，他指挥的9纵第一个攻入济南，获得“济南第一团”称号。:458-459 9月19日，国军第96军军长吴化文在中共政治争取下率2万多人宣布起义，监视吴部的预备队13纵因此投入战斗。仅经过8昼夜艰苦激战，解放军攻克重兵防守、工事坚固的济南，开创夺取大城市的先例。周恩来后来说：“三大战役的序幕是济南战役。”此役国军伤亡22423人，被俘61873人，绥靖区司令官王耀武化装逃亡，在寿光县被俘。:47211月初，第二绥靖区副司令牟中珩也在高密被俘。:372

#### 淮海战役

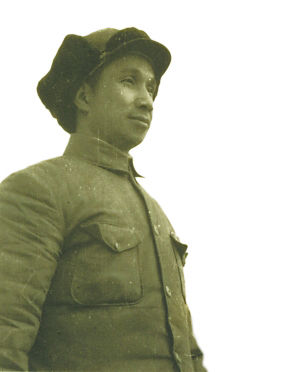
指挥淮海战役时的粟裕

1948年9月16日解放军华东野战军发动济南战役，9月24日结束。鉴于济南战役中负责打援的部队并未上仗，粟裕在济南战役结束当天，立即提出淮海战役计划并得到批准，此计划后来发展为国共双方的战略决战。10月31日，粟裕发报给军委，建议“战役规模很大，请陈邓统一指挥”，促成了战役指挥的统一。11月初，粟建议“中野主力出击徐蚌段，断敌退路，如能负担，应将徐州之敌抑留于徐州周围，或先歼徐州敌，或先歼黄维或孙元良”，淮海战役成形攻略成型，而他亦准确判断徐州国军的西撤路线并作预备，促使战役胜负关键转向攻方。12月10日，粟裕建议华野再抽出兵力协同中原野战军先围攻黄维，经同意后派参谋长陈士榘率3纵和11纵去支援中野。而国军总部以为解放军因济南战役而需要长期整顿，不会迅速南下，未能料到解放军在济南战役损失甚微，反而能迅速进攻徐州。:522
为迷惑国军，粟裕特意在山东开了十几台大功率电台，不停向外发出指令，国军误认为解放军主力依然在山东，使徐州兵力调动也趋缓慢。实际上，50万解放军已从不同方向秘密夜行，在国军不知情下扑向徐州地区。国军一方，徐州剿匪總司令部總司令官刘峙作战无能，导致国军布阵极为不利。刘峙见解放军有扑向徐州之势，便遵从蒋介石之意，命令黄百韬、李弥、孙元良、邱清泉等各兵团退回徐州附近，意在死守。华东野战军按计划于六日夜间发起战役，各部队向预定目标开进时，发现国军正在收缩，当即转入追击。黄百韬兵团因等海州第44军西撤，推迟至7日西开。解放军借这此延误，追上正在渡大运河之黄百韬兵团，负责殿后之黄百韬兵团第63军、第100军83师全部被歼。黄百韬见局势危急，向李弥求救。李弥则拿出刘峙命令，执意回撤，拒绝增援。粟裕则抓住这一时机，改变最初的作战目标，决心先进攻黄百韬兵团。:528-530
11月8日，防守运河一线之第三绥靖区四分之三以上之官兵，在中共地下党员、绥靖区副司令官何基沣、张克侠率领下，举行贾汪起义:305。之后，解放军迅速通过第三绥靖区。10日，解放军6纵、13纵主攻并包围:304-311，黄百韬兵团西撤之先头师全部被歼，西撤退路被切断，因此国军该部改为渡过大运河。国军在撤到碾庄时，第64军军长刘镇湘建议，依靠在碾庄李弥军团留下之军事工事，与解放军大战:306。同时，国防部发来电，称可交战，如能击退共军再走亦可。这样，黄百韬兵团在碾庄犹豫了一天后，最终决定迎战解放军。然而，解放军行军速度超出国军预料，11日，华东野战军三个纵队即攻占碾庄与徐州之间各据点要道，切断黄百韬兵团全部退路。由于形势危急，蒋介石命令邱清泉兵团和李弥兵团向东攻击，为黄百韬兵团解围。粟裕则令华东野战军第7、第10、第11纵队在侯集、林佟山至大许家地域，实行正面防御；以苏北兵团各纵队从徐州东南侧击邱清泉兵团、李弥兵团增援。由于解放军阻击，邱清泉兵团在22日被阻于离碾庄12公里处之大许家一线，无法突破。:528-530
11月22日，在华东野战军强大攻势下，国军第7兵团10万人全部被歼，兵团司令官黄百韬阵亡。此时，刘伯承、邓小平的中原野战军也利用国军失误，攻占了徐州通往蚌埠的必经之地宿县:316。同时，由于蚌埠之李延年兵团、刘汝明兵团出于自保而拖延北进，造成華中剿匪總司令部黄维兵团过于孤立，局势对国军极其不利。:528-530 次日，中原野战军成功地将第12兵团（即黄维兵团）包围在於宿县西南的双堆集。期初中原野战军进攻收效不大，粟裕于是派遣华野的两个纵队前往协助刘邓大军包围黄维兵团。此时，国军局势完全被动，由于黄百韬兵团覆灭，徐州东线已完全暴露于解放军面前；而宿县的占领亦切断了黄维兵团撤退蚌埠的希望。:530-537

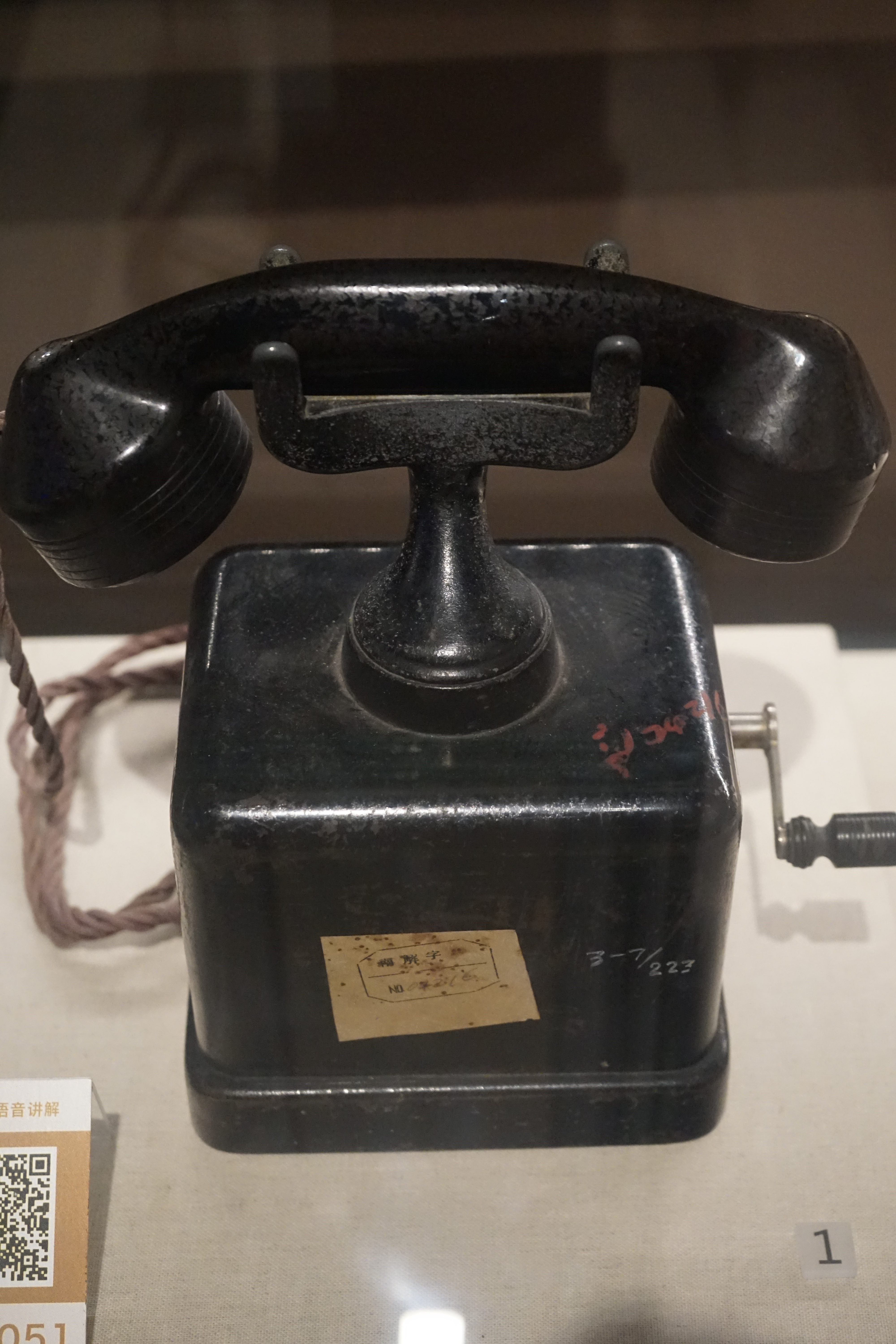
淮海战役中粟裕使用的电话机。现藏军事博物馆。

国军不得不下令徐州驻军邱清泉、李弥、孙元良三个兵团放弃徐州，向江南撤退。11月28日，徐州剿匪總司令官刘峙离开徐州，改由副总司令杜聿明指挥30万守军。11月30日，国军放弃徐州向西南撤退，但途中接到蒋中正命令向东南出击，解救黄维兵团，邱清泉、李弥兵团不得不转攻东南，结果均被华东野战军包围。:530-537 11月27日，黄维兵团第110师师长、中共地下党员廖運周率部起义。12月6日，第16兵团因協調錯誤，自行突围，大部被歼。同日，解放军对黄维兵团发起总进攻，至15日，12万国军或降或亡，第12兵团司令黄维被俘，副司令胡琏搭乘战车趁乱单独突围逃出。:530-537
由于國軍已有34个师殆尽，加之邱清泉、李弥兵团之22个师被包围，并为配合平津战役中东北野战军、华北野战军对傅作义兵团的分割包围，免其经海路南逃，中野、华野进行了20天的休整；期间并向杜聿明发动政治宣传与劝降:537-541:第235-236。1949年1月6日，华野向杜聿明部发起总攻，第13兵团大部被歼。第2兵团司令官邱清泉阵亡、杜聿明被俘，李延年、刘汝明兵团则撤往江南，淮海战役至此结束，解放军攻占长江以北。:537-541
1948年11月6日至1949年1月10日，粟裕指挥华东野战军与中原野战军合作，在淮海地区将國軍精锐力量损失殆尽。淮海战役中，国军1个剿总、5个兵团部、22个军部、56个师共55.5万被歼或起义，解放军伤亡13.4万人。其中粟裕指挥的华东野战军歼灭国军44万人，此外亦派出5个纵队协助中原野战军围攻黄维兵团。毛泽东因此赞扬粟裕说：“淮海战役，粟裕立了第一功。”:537-541

#### 渡江战役与上海战役

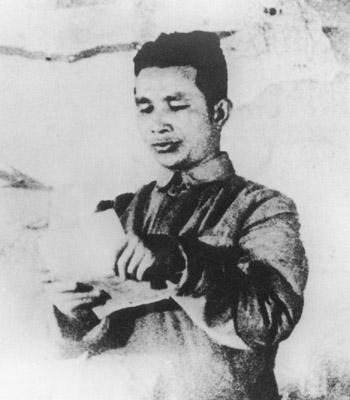
1949年4月，粟裕向第三野战军宣布渡江作战命令

1949年1月，华东野战军改为第三野战军，粟裕被任命为副司令员，指挥该部准备渡江战役。准备渡江的解放军分为东、中、西三个集团，粟裕、张震指挥东集团的35万部队，由三野第8、10兵团、苏北军区部队组成。:298-299 4月20日，北平和谈破裂。次日，毛泽东与朱德发布渡江命令，野战军开始强渡长江，渡江战役开始。:488
23日，第三野战军所属中国人民解放军第35军先头部队进入南京。24日上午，35军的大部队进入南京城区。104师312团特务连占领总统府。105师由浦口渡江，进入南京城区，315团进入总统府。4月29日，粟裕命令三野第八兵团的24军前往南京接防，35军调往杭州。:490-491:318-319
渡江战役结束后，粟裕指挥第三野战军一路向东进攻，发起上海战役，上海战役一开始，第三野战军总指挥粟裕指挥下辖第9、第10兵团共42万人采用了双层钳形攻击的方法合围敌人，野战军采取各种策略，将市区的守敌调到了外围进行进攻；随后，解放军采取多路“快速跃进、勇猛穿插、迂回包围”的战术，从西、南两侧，向市区突进，将国军分割包围在街巷之中。5月24号凌晨1时，三路解放军在上海市区汇合，攻占苏州河以南的上海市区。5月27号中午，驻守于吴淞口的國軍队仍持续顽抗，解放军为了不影响上海市的生产机能，在地下党组织的配合下，改用政治攻势，从内部瓦解敌人，国军因此放弃对抗。1949年5月27日，解放军攻占上海，国军除汤恩伯率五万部队从海上撤退外，其余十五万余人阵亡或投降。:494-502:250-251
1949年5月23日，解放军攻占上海市区之日，粟裕和张震联名发出致中共中央军委、总前委电，提出逐渐求得全军装备标准化的五点建议。5月25日，粟裕和陈毅在苏州会合，开始部署对舟山群岛作战。5月27日，粟裕就任成立的中国人民解放军上海市军事管制委员会副主任:265。5月29日，解放军攻占溪口、奉化。次日，攻占崇明岛，上海战役全部结束。:467-469

#### 部署进军福建及台湾
1949年6月7日，粟裕主持召开华东国防部署会议，对解放军进军福建、攻占沿海岛屿以及加强要塞守备作出全面部署。:470 6月13日，粟裕与张震、周骏鸣联名发出致中共中央军委、华东局电，建议因部队准备来不及，向福建进军延至6月25日开始行动。:471 次日，中共中央军委复电：
|  | （一）同意十兵团行动日期延至六月二十五日，如果准备工作尚未做好，延至七月上旬亦可。（二）请注意开始研究夺取台湾的问题。台湾是否有可能在较快的时间内夺取，用什么方法夺取，有何办法分化台湾敌军，争取其一部分站在我们方面实行里应外合，请着手研究，并以初步意见电告。:471 |

6月17日，粟裕兼任南京市军管会主任及南京市委书记。同日，解放军攻占霞浦县。6月21日，中共中央军委在给粟裕的电报中再次指示“准备占领台湾”。:471 7月2日，粟裕发出电令：为完成攻占台湾任务，必须迅速加强海军，决调赵启民同志前往海军任副政委。:473
同日，三野十兵团开始进军福建。:473 7月10日，毛泽东致信周恩来，根据朱德建议，考虑选派三四百人去苏联学习空军，并购买飞机一百架左右，联通现有的空军组成一个攻击部队，掩护渡海，准备次年夏季夺取台湾。 7月20日，粟裕向中共中央军委报告：为准备攻占定海和台湾，调整淞沪地区部署。:474 十日后，粟裕又电报“为迅速完成攻占台湾的准备，建议华东海军暂缓北开。”:475 此建议于次月初得到批准。:475-479

### 中华人民共和国成立初期

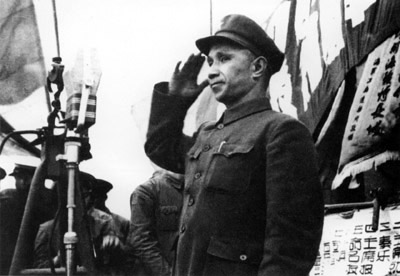
1950年4月，粟裕在华东海军成立一周年大会上讲话

#### 患病休养
10月1日，中华人民共和国成立，粟裕在北京天安门城楼上参加了开国大典。:480
10月19日，粟裕被任命为中央人民政府人民革命军事委员会委员:480。10月23日，粟裕返回南京。11月14日，粟裕亲自前往七兵团部署进攻舟山群岛:482-487。11月20日，粟裕在解放台湾工作委员会第一次总会会议上，以解放台湾工作委员会主任的身份讲了《关于对台工作的几点意见》。12月17日，又讲了《关于打台湾的几个问题》，将进攻台湾的时间推迟。之后，粟裕对于进攻台湾，作了一系列工作并几次去北京向毛泽东和周恩来汇报:487-490。10月17日，解放军攻占厦门:478-479。
1950年，随着朝鲜战争的爆发，粟裕进攻台湾的计划暂时搁置了起来。搁置的主因是1949年10月三野攻金门的古甯头战争竟大败，让被追连败的蒋介石终可转危为安，安养于台湾，此时，中共中央主席毛泽东则计划派粟裕指挥军队入朝，并于1950年7月7日任命粟裕为东北边防军司令员兼政委:478。粟裕得知后，立即积极筹组指挥机关，调查研究美军情况。7月10日，又任命萧劲光为东北边防军副司令员，肖华为副政治委员。但7月10日，粟裕复发高血压、肠胃病、美尼尔氏综合症，经中共中央批准，粟裕到青岛治疗:479。此时，粟裕考虑到自己的身体情况，担心顶不下来耽误大事，因此建议考虑其他人担任东北边防军司令；但毛泽东坚持要求粟裕担任:499-500。
8月1日，粟裕病情日益加重，托此时到青岛探望的罗瑞卿带信给毛泽东，报告病情未见好转：
|  | 但又因新任务（指抗美援朝）在即，而自己病症未见转好，心中甚是焦虑，以致愈加不能定心休息。:500 |

8月8日，毛泽东复信：
|  | 病情仍重，甚为系念。目前新任务不甚迫切，你可以安心休养，直至病愈。休养地点，如青岛适合则在青岛，如青岛不甚合适，可来北京，望酌定之。:500 |

7月22日，周恩来与聂荣臻联名致信毛泽东，报告东北边防军情况，并说粟裕、萧劲光、肖华均一时难以到任，建议东北边防军先由高岗指挥，得到批准。:500
8月11日，经中共中央批准，撤销第三野战军前委，组成新的华东军区党委，陈毅为第一书记，粟裕为第二书记，唐亮为第三书记，负责华东军区和第三野战军的领导工作。此后的8月下旬，粟裕由青岛转到无锡疗养，9月，经上海返回南京。鉴于粟裕的病情持续未见好转，10月8日，毛泽东颁布命令，改为任命彭德怀为志愿军司令。:500
1950年12月，粟裕经中共中央批准由妻子楚青陪同前往苏联治病。经过数次治疗，至1951年夏，粟裕身体基本痊愈。9月，粟裕回国:484。回国后，粟裕担任第二副总参谋长兼华东军区副司令员。:502-503

#### 总参谋长时期

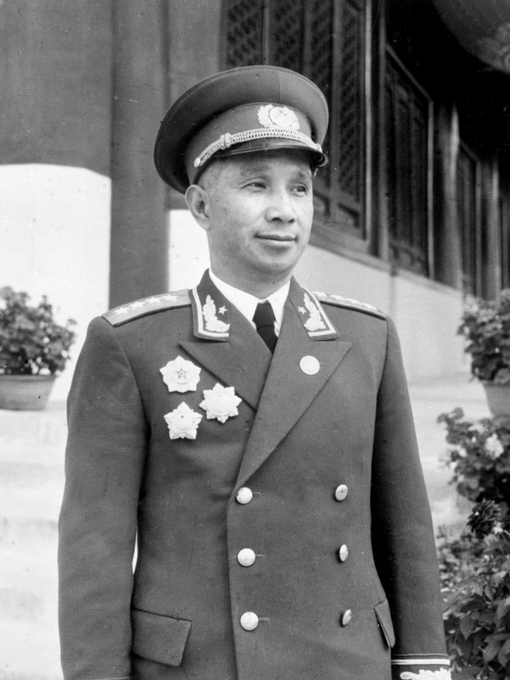
1955年的粟裕大将

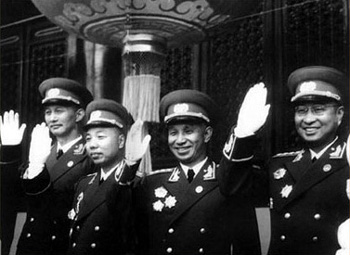
1955年国庆节，洪学智、萧华、粟裕、陈赓（从左至右）在天安门城楼上

1952年9月，中央批准代总参谋长聂荣臻离职休养治疗，副总参谋长粟裕主持总参谋部工作。1954年11月，粟裕正式被任命为中国人民解放军总参谋长。:547
1955年，粟裕被授予大将军衔，并被授予一级八一勋章、一级独立自由勋章和一级解放勋章。粟裕任总参谋长期间，从事了军队现代化工作，包括精简机构:506，发展多兵种，组建完善海空军，重新划定军区:507等等。
1955年，由总参谋部组织领导，叶剑英为总导演、粟裕为第一副总导演，在辽东半岛举行抗登陆演习，这是解放军首次举行这种类型的军事演习，对解放军发展起了深远的影响:刘祥顺《粟裕传略》。《彭德怀全传》称，粟裕擅权布置打马祖列岛是严重的错误，暗示这是日后批粟的诱因。
1957年4月，鉴于四川凉山等地少数民族地区叛乱有蔓延之势，4月2日，中共中央书记处决定改派粟裕（原计划派张爱萍前往）代表中共中央和中央军委前往四川，以便能及时处理重大事宜，并从军事上妥善部署保障金沙江以东地区民主改革问题:519。粟裕决定，当晚动身前往:604-605。
4月6日，粟裕抵达成都，8日，听取了成都军区领导人汇报川西平叛的经过及意见。粟裕提出应该要重视政治工作、群众工作，要做到党政军民统一:520。之后，从4月10日从成都出发至25日返回成都，粟裕前往了雅安、西昌、凉山、乐山等处，了解平叛情况并提出自己的意见。回到成都后，粟裕召集了包括四川茂县、康定、西昌、凉山、乐山，云南之丽江、昭通，甘肃之夏河、果洛及西藏之昌都等军分区部队负责人到成都开会，交流了少数民族地区平叛及群众工作经验，并研究如何保障民主改革的作战部署及相互协同等问题。:522:605-609
5月10日，粟裕离开成都前往重庆，继续开会研究相关问题。5月27日，粟裕返回北京。6月24日，粟裕向军委、中共中央上送了《关于检查和部署西昌、凉山、康定等少数民族地区平息叛乱工作情况的报告》，报告于7月20日由毛泽东批示同意。7月31日，军委正式通过了粟裕的报告。:609-612

#### 军事科学院时期
1958年5月27日-7月22日，与刘伯承、萧克、李达、陈伯钧、钟期光、宋时轮等人在军委扩大会议上受到彭德怀、林彪、徐向前、聂荣臻、黄克诚等人的批判，被扣上了“资产阶级个人主义”的帽子，主要根据：一是说粟裕“一贯反领导”，与陈毅、聂荣臻和彭德怀三位领导都搞不好；二是说粟裕“向党要权”、“向国防部要权”、“争夺军队领导权限”；三是说粟裕“告洋状”。:528-530 粟裕于5月26日、28日、6月4日，在中南海居仁堂由邓小平主持的元帅会议上，接受批判。5月27日至7月22日，粟裕先后在大小会议上检讨了八次，被迫承揽了几乎全部罪名。后来，在毛泽东、周恩来、陈毅、叶剑英等军委成员的努力下，批斗粟裕最终没有成为敌我矛盾。 军委扩大会议结束后，萧克、李达转到地方工作，粟裕于本年8月被解除了总参谋长的职务，调任国防部副部长、军事科学院副院长、党委第一副书记，蒙冤数十年，这之后长期负责军事科学院的常务工作。对于粟裕的错误批判，直到粟裕逝世十年後於1994年才得以彻底平反。:627、630-632
1959年，彭德怀在庐山会议上受到批判，8月1日，粟裕前往开会，8月4日，粟裕在全会上作了书面发言。会议期间，有人（刘少奇）建议粟裕，把1958年受错误批判的事乘机提一提:535。粟裕表示：“不愿在彭德怀受批判的时候提自己的问题”，并且说：“我绝不利用党内政治风浪的起伏”，“我相信我几十年的革命实践足够说明自己！”:635
1960年1月，粟裕参加中共中央在上海举行的政治局扩大会议。中国共产党中央委员会主席毛泽东在会上讲话时，特地将脸转向粟裕说：“粟裕呀，你的事可不能怪我呀！那是他们那个千人大会上搞的。”粟裕听了非常高兴，以为毛泽东代表中央给自己平了反。然而中共中央并未就此向全党发出明确的指示或决定。:637

### 文化大革命时期

#### 进入国务院工作
“文化大革命”开始后，聂荣臻于1967年3月向中央写了《关于军事接管和调整改组国防科研机构的请示报告》，3月20日毛泽东批示：照办。1967年3月中旬，国务院总理周恩来找粟裕谈话说：“现在情况很困难，国防工业已处于瘫痪状态。主席说过，你过去有战功，现时打不倒，你去支撑这个局面吧。”:659 中共中央、国务院、中央军委发布了对各国防工业部实行军管的决定，组成国防工业军管小组，在国务院、中央军委领导下，对国防工业部的各项工作实施统一领导。1967年3月27日，周恩来召集粟裕、王树声开会，交代军科院负责国防工业口，对国防工办和第二、三、四、五、六、七机部实行军管。粟裕任国防工业军管小组组长，主持国防工办工作，王树声、向仲华任国防工业军管小组副组长。粟裕参加国务院业务组且为成员（相当于原国务院副总理组成的国务院常务会议成员）分管铁路、交通、邮电、港口建设、造船统筹和国防工业工作。粟裕兼任国防工办军事代表组组长、主持国防工办工作。 
粟裕在这一时期走遍了全国主要港口，对稳定局势，保障发展起了重要作用。其中对于天津港的建设，尤被后人称道。:刘祥顺《粟裕传略》:天津港集团公司党委 《粟裕同志与天津港的发展》
1967年4月，粟裕被任命为中共中央军委常务委员:659。
1967年9月聂荣臻将《关于国防科研体制调整改组方案的报告》报送中央，提出国防科研单位调整改组为18个研究院的方案。毛泽东于10月25日批示：“很好，照办。”聂荣臻确定由国防科委副主任刘华清组成工作班子，刘华清向国防工办负责人（军管会主任）粟裕请示汇报，粟裕犹豫后还是同意了。
1969年4月，中央决定国防工业由军委办事组领导。1969年12月18日，鉴于三、四、五、六机部已交两部（总参、总后）、两军（海、空军）分别接管，二、七机部已移交国防科委，国防工办已分别划归军委办事组和国家计委的情况，粟裕向周恩来及军委办事组提出：国防工业军管小组已无存在必要，建议即行撤销。12月22日，中央决定撤销国务院国防工办。1970年1月23日，国务院、中央军委决定国防工业军管小组停止工作，委托国防科委、海军、空军、总后勤部领导各有关工业部的“文化大革命”和干部等工作。
“文革”以来，许多人被批斗、审查，凡是找他取证的，粟裕都实事求是地出具“历史清白”、“对敌斗争坚决”等证明。凡是干部请他转给周恩来的文件他都照转。他为解救干部的工作一直持续到文革结束以后。:662
1968年5月一天晚上，南京军事学院院长张震之子张海阳，带着张震的血衣来到北京粟裕家里，粟裕得知张震遭到绑架并遭到毒打、折磨后，半夜打电话给周恩来，周恩来说：“他们这样做不对嘛，我打电话给他们。”周恩来连夜给南京军区打了电话，张震得到解救。:665 1968年夏，粟裕得知陶勇在上海自杀的消息，震惊不已。顶着压力派专人去上海寻找陶勇的儿女，关心他们的生活。林彪事件后，粟裕立即给中央写信，力主为陶勇平反。1972年12月8日，他写信给海军政治部，对“陶勇专案小组”所谓陶勇在抗日战争中的历史问题提出不同意见，并写了证明。1973年5月，又对海军党委关于陶勇问题复审平反结论中几个不符合事实的提法提出意见。在粟裕的亲自主持下，为陶勇平反一事最终得到了圆满解决。

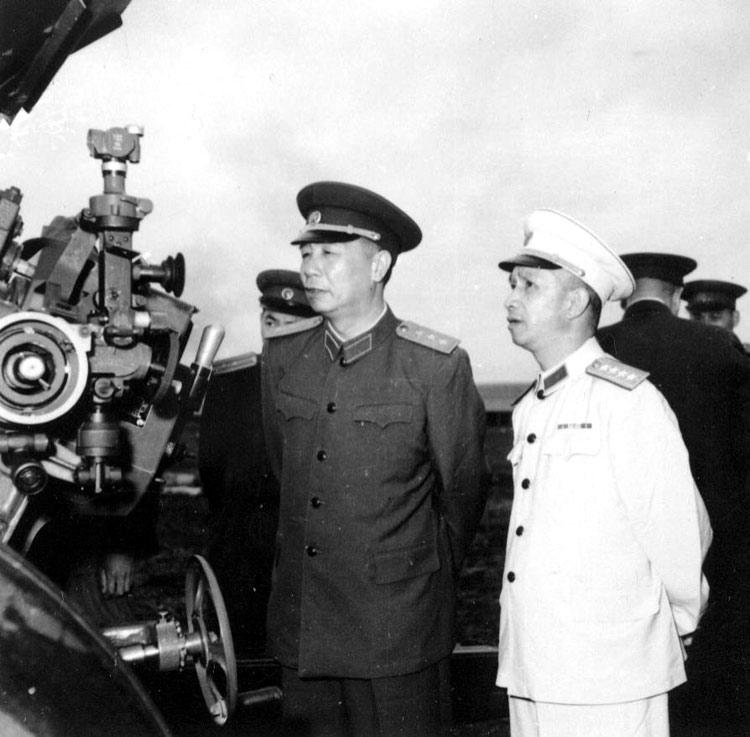
1957年，时任总参谋长的粟裕大将（右）在陈士榘将军陪同下视察武器装备。

#### 巩固国防
1968年1月13日，粟裕为尽早取得尖端产品，建议加速717工程，给周恩来、李富春等写了一份报告，得到国务院、中央军委批准。之后，粟裕又建议将军事科学院军管人员大部撤回军事科学院，由驻京三军接替国防工业及一机部的军管任务。为此，粟裕专门给军委办事组并林彪、周恩来、聂荣臻、叶剑英写了报告。3月13日，得到了批准。:663
5月20日，粟裕又向毛泽东、林彪、周恩来上报了《关于发展现代化电子工业的初步设想的报告》。7月13日，粟裕又制止了七机部将于20日进行的批判聂荣臻的游行。:664-665 粟裕负责国防工业期间，努力维持国防工业工作的正常进行，并抵制文革运动对国防工业的扰乱。
1969年，中苏边境紧张，北京军区司令员李德生和政委纪登奎把粟裕请出来，请其为对付苏联出谋划策。粟裕不辞劳苦，带了几个军事参谋跑到中苏、中蒙边境防区转了几个月，拟定了一份防御作战方案，军事科学院过后予以肯定。
1972年10月，粟裕又被任命为军事科学院第一政治委员、党委第一书记。他致力于坚持和发展毛泽东军事思想，提倡学习军事辩证法。

#### 稳定军队
1974年12月25日，粟裕向中共中央、中央军委和毛泽东送交了《关于未来反侵略战争的几个问题》的报告。报告除了对敌情的估计外，还从四个方面论证了关于未来反侵略战争的问题。中共中央于1975年1月5日把这份报告印发在京政治局成员。:697-698
1975年1月，粟裕在第四届全国人民代表大会第一次会议上任解放军代表团团长:566。会议期间，江青一直想插手军队事务，被粟裕拒绝，江青为此很气愤。在这次会议上，粟裕被选为第四届全国人大常委会委员。他在国务院业务组的工作，从此结束:567。1月26日，粟裕向中央军委副主席叶剑英和邓小平上报了对海南防务的意见。根据粟裕的意见，广州军区对海南岛的设防重新做了勘察研究，向军委上报了设防部署。2月5日，中共中央决定成立中共中央军事委员会常务委员会，粟裕被任命为军委常委。从此，粟裕以他的主要精力参加军委常委会的工作。这之后，粟裕除了参加较频繁的中央军委常委会的日常会议和各种活动外，还抽出时间去军队机关和部队做调查研究。在这期间，粟裕抵制了江青等人的影响。:709-710
从1975年4月至6月，粟裕对全国各地的军事机关和军队进行了调查，对稳定军队起了很大作用。粟裕向叶剑英、邓小平报告说发现团以下部队还是稳定的，基本掌握在可靠人手里。粟裕向叶剑英和邓小平做了当面汇报，叶剑英和邓小平都表示：“这就放心了。”从5月11日至6月23日，粟裕将外出调查的情况，先后向军委送了四个报告。报告得到了中央军委的认可。:699
1976年1月10日、15日，粟裕参加悼念周恩来的活动。4月，四五天安门事件发生，邓小平被撤销职务，叶剑英处境也很困难。此时，叶剑英对粟裕说：“现在要把眼睛、耳朵和鼻孔都张得大大的，嘴巴闭得紧紧的。”粟裕常把了解到的各方面情况向叶剑英报告。:713-714
7月8日、11日，粟裕参加悼念朱德的活动。9月9日，毛泽东逝世。从当日至9月18日，粟裕参加对毛泽东的吊唁、悼念活动。10月6日，“四人帮”被粉碎，粟裕在之后参加了揭发、批判“四人帮”的活动。:714

### 晚年、逝世与平反

#### 国务活动
1978年，在军事科学院全院平反落实政策大会上，他代表院党委为多位受迫害、诬陷的同志平反，并在讲话中总结了院党委应记取的教训。军事科学院有的领导提出，要以军事科学院的名义，写一篇文章，从历史上论述华国锋为我军当之无愧的统帅，粟裕知道后明确表示这事不必搞，并说：“我们搞了这样的文章，怎样向老同志交代？我们吃不实事求是的苦头还少吗？”。
1979年1月11日、13日，粟裕应军事学院萧克院长和中央党校廖盖隆的要求，分别向军事科学院高级系毕业班和中央党校作了《对未来战争初期作战方法几个问题的探讨》的报告，从6个方面讲了自己对未来战争初期作战方法的看法。报告对军队解放思想、拨乱反正起了推动作用。这份报告也引起了广大的国际反响，澳大利亚国防部情报组织负责人保罗·迪布称粟裕为“中国主要战略发言人”。:744-750
同年5月7日至6月6日，粟裕以“中日友好之船”最高顾问的身份，乘“中日友好之船”—明华轮去日本参观访问。先后访问了日本的下关、大阪、名古屋、东京、室兰、新潟、富山、鸟取、博多、长崎等地。:7501980年9月，第五届全国人民代表大会第三次会议选举粟裕为全国人大常委会副委员长:575。

#### 逝世与平反

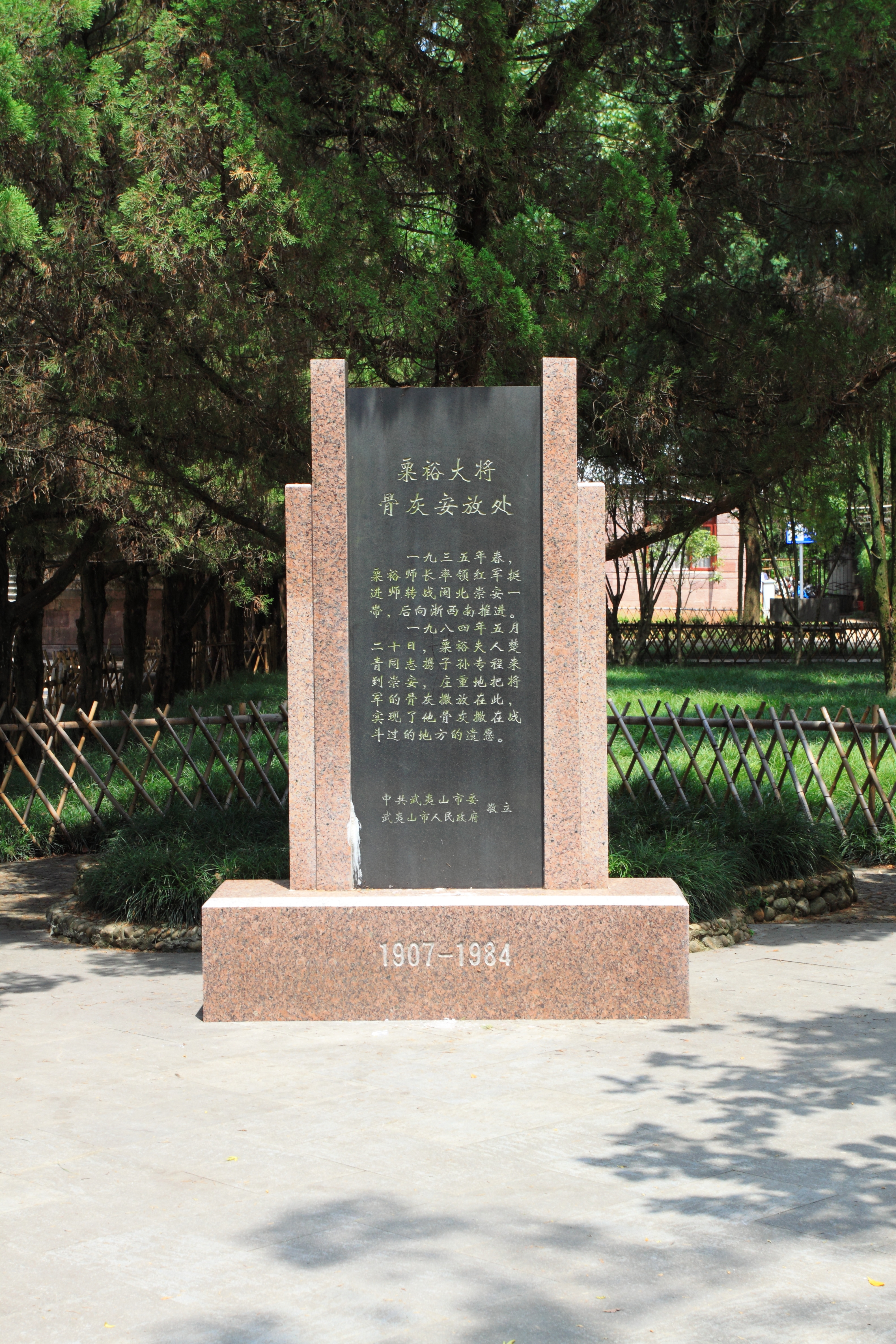
福建武夷山市列宁公园内的粟裕骨灰安放处

1979年8月22日，粟裕在烟台看望叶剑英期间，在叶剑英的关注下，粟裕向叶剑英提出了要求组织上对他在1958年受到错误批判一事，做一个公正的结论。粟裕回到北京后，于10月9日，向中共中央正式写了申诉报告，要求撤销1958年对他的错误批判和强加给他的一切诬蔑不实之词。叶剑英于10月16日批示，建议总政治部组织力量，认真研究，对1958年军委扩大会的错误，向军委提出实事求是的报告，以便在适当的时候，妥善处理。华国锋、邓小平、李先念均圈阅表示同意叶剑英的批示。但后来不知何种原因，虽经叶剑英催办，总政治部一直没有向中共中央和中央军委提出关于1958年军委扩大会的报告。其实，阻力来自当时尚在世的两位德高望重的中共元老，他们都曾经在58年错误批判中扮演重要角色。一位是当年出任中共中央总书记的邓小平（一说为徐向前，因在1980年邓小平明确指出，1958年那次反教条主义是错误的。
），另外一位是粟裕任副总参谋长时的直接领导聂荣臻。1983年，中共中央总书记胡耀邦批示，中共中央、中央军委决定直接受理粟裕的冤案，不久提出了具体解决方案，决定由中共中央指派一位代表，同粟裕本人正式见面，但未能在粟裕逝世前得以实施。:753-754
1984年2月5日16时33分，粟裕于中国人民解放军总医院逝世，享年77岁:780。2月11日，中共中央、中央顾问委员会、中央军委发表讣告，宣告并评价粟裕：“久经考验的共产主义战士、党和军队优秀的领导人、无产阶级革命家、杰出的军事家、中央顾问委员会常务委员粟裕同志逝世。决定尊重粟裕生前的意愿，丧事从简，不举行葬礼”。尊重粟裕本人的遺願，逝世後沒有舉行追悼會，亦不設遺體告別式。骨灰遵照粟裕生前遗愿，撒在山东、江苏、上海、浙江、安徽、福建、江西、河南这些粟裕曾经战斗过的地方，实现粟裕与长眠在战场的战友永远在一起的心愿。:780-781
1987年9月11日这一天，由于主管编辑的宋时轮上将（曾任三野十兵团司令）的提醒，中央军委常务会议决定，在《中国大百科全书·军事卷》人物分册“粟裕”条目中加上这样一句：“1958年在所谓反教条主义中受到错误的批判”，公开指出了1958年军委扩大会议对粟裕的“批判”是“错误”的:537。对此，当时任军委副主席兼秘书长的杨尚昆让人向粟裕夫人楚青转达了这样的话：“这件事我已费了很大的劲，只能先办成这样了。”:余玮《思念－楚青访谈录》
1994年12月25日，中央军委副主席刘华清和张震，在经过中共中央总书记、中央軍委主席江泽民批发的《追忆粟裕同志》的署名文章中，对粟裕的历史功绩和高尚品德作了高度评价，并就1958年粟裕受到错误批判的事情专门写道：
|                                                                | 1958年，粟裕同志在军委扩大会议上受到错误的批判，并因此长期受到不公正的对待。这是历史上的一个失误。这个看法，也是中央军事委员会的意见。 |
| ——中华人民共和国中央军委主席江泽民、中央军委副主席刘华清、张震 | |
至此，粟裕之事正式平反，这一长达36年的公案总算得到了了结。:753-754

## 评价

### 官方评价
中国共产党与中华人民共和国对粟裕有着非常高的评价。粟裕逝世后，中共中央、中央顾问委员会、中央军委发表讣告，宣告并评价粟裕：
|                                                      | 久经考验的共产主义战士、党和军队优秀的领导人、无产阶级革命家、杰出的军事家、中央顾问委员会常务委员粟裕同志逝世。决定尊重粟裕生前的意愿，丧事从简，不举行葬礼……粟裕同志对党和对革命无限忠诚。他坚持真理，坚持实事求是，坚持党的原则，严守党的纪律，维护党的团结。他胸襟坦白，光明磊落……粟裕同志担任人民解放军副总参谋长、总参谋长其间，在党中央和中央军委领导下，呕心沥血，任劳任怨，为保卫和巩固我国国防，为把我军建设成一支强大的现代化、正规化的革命军队而作出了重大贡献……粟裕同志具有高尚的道德情操，为壮丽的共产主义事业做到了鞠躬尽瘁……尤其善于组织大兵团作战。:780-781 |
| ——中共中央、中央顾问委员会、中央军委发表的粟裕的讣告 | |

### 私人评价
- 粟裕有“常胜将军”的美誉[註 2]。1944年，当粟裕率领只有数千人的部队在苏北车桥战役捷报传到延安窑洞，毛泽东即当场道：“这个从士兵成长起来的人，将来可以指挥四五十万军队。”而在评价淮海战役时，毛泽东亦称：“淮海战役，粟裕立下第一功。”1961年9月，毛泽东接見伯纳德·劳·蒙哥马利元帥。蒙哥馬利稱讚毛泽东是高明的軍事家，用兵如神，“特別是淮海戰役不可思議”。毛则說：“在我的戰友中，有一個最會帶兵打仗的人，這個人叫粟裕，淮海戰役就是他指揮的，他也是我們湖南人。”第二次国共内战第一年，林彪指挥东北民主联军消滅国军17.5万人，而粟裕指挥的华东战区消滅国军人数高达43.4万人。林彪为此称道评价：“粟裕尽打神仙仗。”“南昌起义之后，从南征路上开始，及至井冈山时期，就数我们两个打得好。”[註 3]
- 1953年2月，毛泽东由陈毅陪同，坐火车从南京、徐州、济南回北京。毛泽东在和陈毅谈话时说：“粟裕，一不是樊哙，二不是韩信，三我毛泽东也不是刘邦；粟裕就是粟裕，是人民解放军的战将，是人民的好儿子”。[32]
- 在1955年授銜討論到粟裕軍銜問題時，毛澤東不僅要給粟裕授元帥銜，而且給予了粟裕極高的評價。毛澤東說：“論功、論歷、論才、論德，粟裕可以領元帥銜，在解放戰爭中，誰人不曉得華東粟裕呀？”周恩來說：“可是粟裕已經請求辭帥呢？”毛澤東還說：“難得粟裕！壯哉粟裕！竟三次辭帥，1945年讓了華中軍區司令員，1948年讓了華東野戰軍司令員，現在又讓元帥銜，比起那些要跳樓的人，強千百倍麼！”周恩來也說：“粟裕二讓司令一讓元帥，人才難得，大將還是要當的。”毛澤東補充說：“而且是第一大將。”[33]
- 陈毅在粟裕指挥莱芜战役结束后说：“证明了我军副司令员粟裕将军的战役指挥一贯保持其常胜记录，愈出愈奇，愈打愈妙”，孟良崮战役之后，更是兴奋地称赞：“老伙计，这个仗，你硬是越打越神了”，最终将粟裕列为中共五虎将之一，“我党二十多年来创造杰出军事家并不多。最近粟裕、陈赓等先后脱颖而出，前程远大，将与彭（德怀）、刘（伯承）、林（彪）并肩前进，这是我党与人民的伟大收获。”[34]
- 作为粟裕在苏中战役时的对手，李默庵也对粟裕的战术表示很高赞誉。他称“当时我采取的是正规战，即分进合击，稳扎稳打。照这样的打法，粟裕的部队三四万人，只能防御我一路进攻。他的兵力是不禁打的，当然不是我们的对手。可是粟裕却集中兵力打我一点，而且，有时是集中五六倍的优势，这样我的部队就吃不消了，这样的打法确实是很厉害。”[14] 此外还称：“由于军队体制不一样，国民党的高级将领很难亲临一线指挥，比如我……基本上是隔江遥控指挥……而粟裕却和部队在一起……为处置战斗情况，连夜乘车，骑自行车，又乘船赶路达300余里。这种精神在国民党的高级将领中是不可能具备的。”[14]:276-277
- 宋时轮与粟裕关系不睦，任军事科学院院长时曾称：“他（粟裕）参加过鲁南战役吗？他当时在哪里？”结果被王希先（粟裕战争回忆录整理者之一）当场驳斥得哑口无言。这时候，粟裕还活着，且担任军事科学院第一政委，依然是宋时轮的上级[35]。

## 著作
代表作
- 《黄桥战役总结》（一九四〇年十月）、
- 《孟良崮战役阵中日记和战后分析》（一九四七年五月十四日至二十日）、
- 《淮海战役的伟大胜利》（一九四九年一月二十日），
- 《关于未来反侵略战争的几个问题》(一九七四年十二月二十五日)、
- 《对未来反侵略战争初期作战方法几个问题的探讨》（一九七九年一月十一日）

回忆录
- 粟裕晚年著有《粟裕回忆录》，于1988年11月以《粟裕战争回忆录》为名首次出版，
  - 2007年8月再版并改名为《粟裕回忆录》。

文集
- 《粟裕军事文集》1988年解放军出版社。
- 《粟裕文集》三卷本，2004年军事科学出版社。
  - 第一卷(1931.5-1945.8)红军和抗日战争时期的文电154篇；
  - 第二卷(1945.10--1949.9)解放战争时期文电353篇；
  - 第三卷(1949.10一1984.1)新中国成立后的文稿132篇。

## 纪念
- 1993年3月6日，粟裕大将半身铜像在家乡在粟裕纪念馆大厅中央落成。
- 2007年4月18日，为纪念粟裕大将诞辰一百周年，由苏中平民捐赠的净高2.007米的粟袼全身铜像落户海安烈士陵园。
- 上海福寿园新四军广场矗立着粟裕大将夫妇纪念铜像、叶挺将军夫妇纪念铜像、陈毅元帅夫妇纪念铜像。
- 山东孟良崮战役园区大门前矗立着陈毅元帅与粟裕大将的巨石塑像。
- 河南省睢杞战役纪念馆，粟裕将军骨灰撒放处有粟裕将军汉白玉全身塑像。

## 个人生活

### 民族身份
粟裕生前以汉族自居，一直到1984年逝世。他自我认同为汉族。1951年国庆观礼时，毛泽东曾问粟裕“你是少数民族吧？是不是苗族？”粟裕则表示自己是汉族:1-2。1986年，在粟裕已经逝世两年后，会同县人民政府根据当地侗族居民的要求，经过调查识别，确认会同县粟氏居民系由湖南省通道县（今通道侗族自治县）迁来的侗族后裔，包括粟裕一家在内的粟氏居民，全部恢复侗族身份:1。

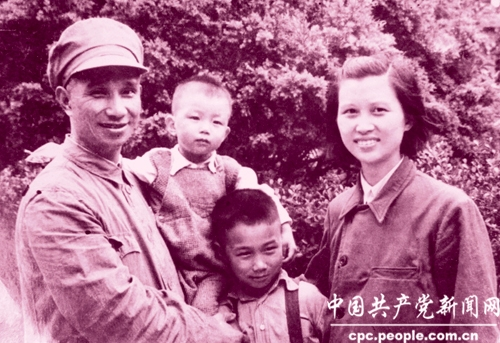
1949年9月，上海，粟裕、楚青和长子粟戎生、次子粟寒生在一起的合影。

### 家庭
粟裕有一妻二子一女。妻子楚青，原名詹永珠，1923年3月10日出生于江苏扬州，早年参加新四军，后为避免家里受牵连，而改名楚青。1941年12月26日，两人于如东县丰利镇东北部的石家庄（时为新四军一师司令部所在地）结婚。
- 长子粟戎生，1942年生于江苏扬州，1961年参加解放军，毕业于哈尔滨军事工程学院导弹控制专业，1999年晋升中将军衔。曾任第67集团军参谋长，率部参加两山战役；后调任第24集团军军长、北京军区副司令员等职，2006年1月退休[38][39]。妻子李曼俊，北京华胜计算机有限公司董事长，原解放军政治学院副院长李夫克少将之女。
- 次子粟寒生，1947年出生，1968年初参加解放军，从事海上舰艇作业，后转业至中华人民共和国交通部、中国远洋公司，曾任中国远洋公司副经理[40]。妻子李鲁鲁。
- 女儿粟惠宁，1949年出生，参加解放军，大校军衔，1975年与陈毅之子陈小鲁结婚。有一子陈正国，1978年出生。
- 侄女粟武宾，中国标准化综合研究所秘书长
  - 长孙粟志军，粟戎生之子，1995-2000年曾任陈毅儿子陈小鲁旗下标准国际公司部门经理，清华同方威视公司副总裁，卓越国际投资有限公司总经理，普泰(香港)集团董事局主席，跟現任中共總書記兼中央軍委主席習近平亦有交情[41]。
  - 孙女粟志云，北京更好共和文化传播经理。